# Lista de programas da TV Universal
Esse anexo lista os programas da TV Universal.

## Santo Culto em Seu Lar

Logotipo do programa.

É um programa de televisão brasileiro exibido atualmente pela TV Universal e também na RecordTV aos domingos às 07:00 da manhã. Nele passa um fragmento de uma das pregações do Bispo Edir Macedo, ou de algum outro bispo, que sempre aborda um tema específico, discutindo sempre em base de texto bíblico.

## Outros
- Duelo dos Deuses[5]
- The Love School[6]
- Ponto de Luz
- Pense com Fé para Viver Diferente
- Saindo da Crise
- Nosso Tempo
- Congresso para o Sucesso
- Palavra Amiga do Bispo Macedo
- Espaço Empresarial
- Mistérios
- Palavra de Vida
- Espaço 318
- Fé em Ação
- A Hora dos Empresários
- Velas de Sangue
- Programa da Repórter
- Terapia Espiritual
- Em Busca do Amor
- Jejum dos Impossíveis
- Ponto de Fé
- A Hora da Nação
- Fala que Eu Te Escuto
- Fala Você
- Programa da Família
- SOS Espiritual
- Saindo do Vermelho
- Bom dia Cidade
- Manhã de Domingo
- Terapia do Amor
- Casos Reais
- Terapia do Amor
- Vigília Pela Sua Alma
- Oração da Meia-Noite
- Problemas & Soluções
- Prosperidade com Deus
- Batalha Espiritual
- Última Porta
- Corrente dos 70
- Vício Tem Cura